# Astomus taenioides
Astomus taenioides är en ringmaskart som beskrevs av V. Jouin 1979. Astomus taenioides ingår i släktet Astomus och familjen Protodrilidae. Inga underarter finns listade i Catalogue of Life.